# Michel Attenoux
Michel Attenoux (* 14. Juni 1930 in Paris; † 24. April 1988 in Laval (Mayenne)) war ein französischer Musiker (Sopran- und seit 1955 Altsaxophon, gelegentlich auch Klarinette) und Bandleader in den Bereichen des Oldtime Jazz und des Swing.

## Leben und Wirken
Attenoux erhielt zunächst Klavierunterricht. Auf dem Sopransaxophon trat er zuerst in den Orchestern von Pierre Atlan und Jean-Christophe Averty in Erscheinung. 1951 gründete er eine eigene Band, mit der er im Pariser Kentucky Club auftrat und 1952 Peanuts Hucko begleitete. In den frühen 50er Jahren machte er mit seinem Ensemble, dem auch Gérard Badini angehörte, Aufnahmen für das Label Swing (Perles de cristal) und spielte u. a. 1954 mit Sidney Bechet in Brüssel, wo es auch zu einer Einspielung von Petite fleur kam, und auch in Saarbrücken. 1955 begleitete er mit seinem Orchester Jimmy Archey.
Ende der 1950er Jahre hatte Attenoux mit seinem Orchester Engagements in den Pariser Jazzclubs Club Saint Germain und im Tabou. In den 1960er Jahren trat er weiterhin mit eigenem Orchester in Paris auf. In den 1970ern spielte er u. a. mit Géo Daly und mit Marc Laferrière; 1975 trat er mit seinem Sextett auf dem Newport Jazz Festival auf und spielte mit Al Grey, Eddie Lockjaw Davis (1975) und mit den Lionel Hampton Allstars (Ring Dem Bells, 1976). 1978 gründete er mit Moustache, Marcel Zanini und François Guin die Formation Les petits Français, die u. a. Jazz-Versionen der Chansons von Georges Brassens aufnahm. 1982 wurde Attenoux mit dem Prix Sidney Bechet  (Ehrenpreis) ausgezeichnet.
Der Kritiker Scott Yanow verglich Michel Attenoux’ Spiel (bei Lockjaw Davis) mit Tab Smith und Johnny Hodges.

## Diskographische Hinweise
- Jimmy Archey avec Michel Attenoux et son orchestre: (Gitanes / Jazz in Paris, 1955)
- Eddie Lockjaw Davis with Michel Attenoux (Storyville, 1975)
- Giants of jazz play Brassens (1979) mit Cat Anderson, Georges Brassens, Géo Daly, Eddie Lockjaw Davis, Harry Sweets Edison, Joe Newman

## Lexikalischer Eintrag
- Philippe Carles, André Clergeat, Jean-Louis Comolli: Le nouveau dictionnaire du jazz. Édition Robert Laffont, Paris 2011, ISBN 978-2-221-11592-3